# Waki-gamae
Waki-gamae (脇構?), Solitamente abbreviata in waki, è una delle cinque posture del kendo: jōdan, chūdan, gedan, hassō e waki. Waki-gamae è una postura che consiste nel kenshi che nasconde la lunghezza della propria spada dietro al suo corpo, esponendo solamente il pomo all'avversario. Questa postura era più comune quando non c'era una lunghezza standard per la spada, ed era spesso usata come deterrente contro ogni avversario che non conosceva la lunghezza dell'arma essendo nascosta, e poteva essere anche usata come tecnica di bluff. Serve anche a celare la direzione della lama al proprio avversario, cosicché non abbia nessun suggerimento riguardo al prossimo attacco da parte dell'utilizzatore.

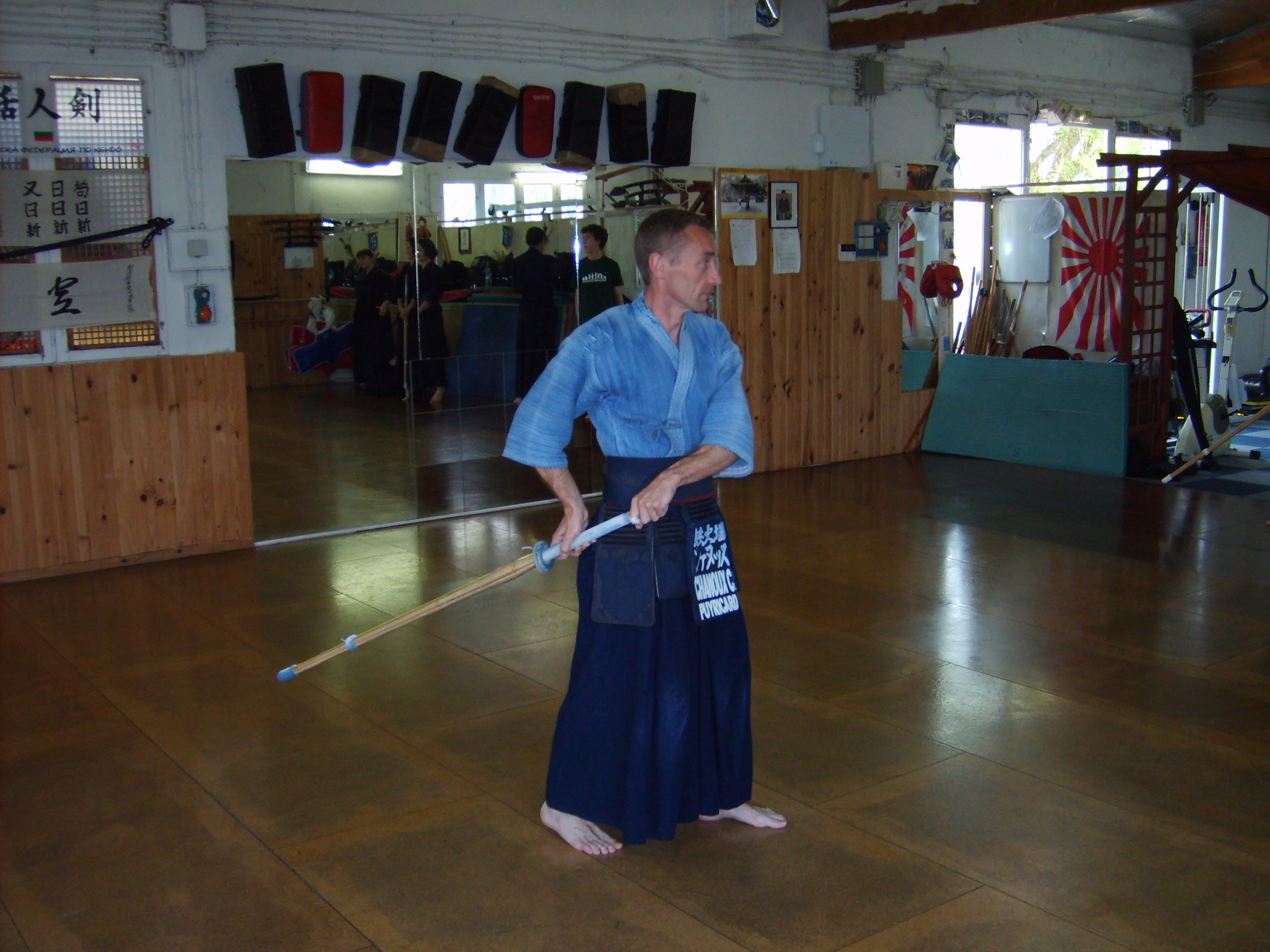
Waki-No-Kamae

Altre scuole Koryū potrebbero definire la "Waki-gamae" in modo diverso dalla sua forma attuale nel Kendo.
La Waki-gamae è anche conosciuta come la Kamae del Metallo (金の構?, kin-no-kamae)  nella classificazione dei cinque elementi e il Postura della Luce (陽の構?, yō-no-kamae)  negli insegnamenti Ittō-ryū .
lo Shidachi usa questa posizione nel Kendo kata numero 4 in risposta all'hassō dell'uchidachi.
È anche usata nei kata del Kashima Shinden Jikishinkage-ryū.

## Scuole europee di spada
Nella Tradizione Bolognese-Dardi questa postura è chiamata Coda Lunga e Distesa. Coda Lunga si riferisce alla posizione in cui la spada è tenuta all'esterno del ginocchio. Coda Lunga può essere rivolta verso l'alto (stretta), puntata verso il basso (larga) o puntata indietro (distesa/tesa).
Nel sistema di Marozzo, questa è nota come Guardia Contro Armi Inastate. Viene utilizzato solo per lo Spadone, una spada a due mani lunga fino a 165 centimetri.
Questa guardia è simile per certi aspetti alla guardia "Guardia laterale" o "Nebenhut" nella scuola marziale tedesca. È presentata, tra le altre opere, nei trattati di Joachim Meyer e Ringeck.

## Riferimenti
1. ↑  上野 靖之 (1966) 剣道教典 (Educational Model Fencing) 尚武館刊. p317